# Giorgio Candeloro
Giorgio Candeloro (Bologna, 20 marzo 1909 – Roma, 27 settembre 1988) è stato uno storico italiano.

## Biografia
Tenne la cattedra di storia del Risorgimento presso le università di Pisa e Catania. Dopo l'8 settembre 1943, prese parte alla Resistenza italiana contro il nazifascismo.
Storico d'ispirazione gramsciana, è autore della monumentale Storia dell'Italia moderna in undici volumi, il cui completamento richiese trent'anni. 

## Premi e riconoscimenti
- Nel 1970 ha ricevuto il Premio Sila sezione saggistica per il quinto volume Storia dell’Italia Moderna.[2]

## Opere
- Lo svolgimento del pensiero di Giuseppe de Maistre, Scuola di Filosofia della R. Università di Roma, 1931
- Paolo Paruta: la formazione spirituale e la dottrina morale, in « Rivista storica italiana », 3, 1936
- Il pensiero politico di David Hume, in « Giornale critico della filosofia italiana », VI, 1937
- Il movimento cattolico in Italia, Roma, Edizioni Rinascita, 1953
- Storia dell'Italia moderna, Milano, Feltrinelli, 1956-1986, premio Viareggio di Saggistica 1986[3]

1. Le origini del Risorgimento (1700-1815), Milano, Feltrinelli, 1956.
2. Dalla Restaurazione alla Rivoluzione nazionale (1815-1846), Milano, Feltrinelli, 1958.
3. La Rivoluzione nazionale (1846-1849), Milano, Feltrinelli, 1960.
4. Dalla Rivoluzione nazionale all'unità (1849-1860), Milano, Feltrinelli, 1964.
5. La costruzione dello Stato unitario (1860-1871), Milano, Feltrinelli, 1968.
6. Lo sviluppo del capitalismo e del movimento operaio (1871-1896), Milano, Feltrinelli, 1970.
7. La crisi di fine secolo e l'età giolittiana (1896-1914), Milano, Feltrinelli, 1974.
8. La prima guerra mondiale, il dopoguerra, l'avvento del fascismo (1914-1922), Milano, Feltrinelli, 1978.
9. Il fascismo e le sue guerre (1922-1939), Milano, Feltrinelli, 1981.
10. La seconda guerra mondiale. Il crollo del fascismo. La Resistenza (1939-1945), Milano, Feltrinelli, 1984. ISBN 88-07-30010-9.
11. La fondazione della Repubblica e la ricostruzione. Considerazioni finali (1945-1950), Milano, Feltrinelli, 1986. ISBN 88-07-30011-7.

### Curatele e Introduzioni
- Ruggero Bonghi - Studi e discorsi intorno alla pubblica istruzione. Firenze, Le Monnier, 1937.
- Cesare Balbo - Discorso sulle Rivoluzioni, a cura e con introduzione di Giorgio Candeloro. Roma, 1944.
- Storia - vol. 29 dell'Enciclopedia Feltrinelli-Fischer; a cura di Waldemar Besson, con introduzione di Giorgio Candeloro. Milano, Feltrinelli, 1971.
- Alexis de Tocqueville, La democrazia in America (3 voll.), traduzione e cura di Giorgio Candeloro, Collana Classici del pensiero politico, I ed. 1932, Licinio Cappelli.; nuova ediz. ridotta, 2 voll., Cappelli Editore, Bologna, I ed. 1953; ed. riveduta sull'edizione critica Gallimard (1951), Collana Storica, Rizzoli, Milano, I ed. 1982; Collana Classici, 1992. Dello stesso Autore, L'Antico Regime e la Rivoluzione, intr. e note di G. Candeloro. Roma, Longanesi, 1942.
- Antonio Gramsci - Sul Risorgimento, introduzione di Giorgio Candeloro. Roma, Editori Riuniti, 1973.